# Едіт Кавел (гора)
Гора Едіт Кавел — гора, розташована в долинах річок Атабаска та Асторія національного парку Джаспер, і найвизначніша вершина повністю в межах провінції Альберта.
Гора була названа в 1916 році іменем Едіт Кавел, британської медсестри, страченої німцями під час Першої світової війни за те, що вона допомогла бійцям союзників втекти з окупованої Бельгії до Нідерландів, порушивши німецьке військове законодавство. Раніше гора була відома як Фіцг'ю.
Ближчий краєвид північного схилу гори Едіт Кавел можна побачити з туристичної стежки на полонини Кавел. Початок маршруту — від стоянки в кінці дороги Mount Edith Cavell Road. Стежка до полонин становить 3.8 км в один бік, підйом на 370 м до висоти 2135 м н.р.м. В довіднику The Canadian Rockies Trail Guide детально описано стежку.
Висячий льодовик Енджел видно з дороги та з полонин Кавел, він простягається на 300 м в льодовиковому карі північного схилу.
Вихід до маршрутів долини Тонкін можна знайти приблизно за один кілометр до кінця дороги Mount Edith Cavell Road. Навпроти гостелу Mount Edith Cavell є автостоянка. Коротка прогулянка по гравійній доріжці веде до північного кінця озера Кавел. Через потік, що витікає з озера, є невеликий міст, звідки відкривається гарний краєвид на озеро на передньому плані та масив гори Едіт Кавел на задньому.

## Альпіністські маршрути
Є кілька популярних скелелазних маршрутів, серед яких:
- Західний хребет (звичайний маршрут): клас II YDS (Йосемітської десяткової системи)
- Східний хребет: клас III, 5.3 YDS
- Північний схил, східна вершина: клас IV, 5.8 YDS

Маршрут North Face включений як класичний підйом у Steck and Roper's Fifty Classic Climbs of North America.

## У філателії
Гора Едіт Кавел була зображена на канадській марці вартістю 1 долар, випущеній 4 грудня 1930 р.

## Клімат
За класифікацією клімату Кеппена, гора розташована в субарктичному кліматі з холодною, сніжною зимою та м'яким літом. Температура може опускатися нижче -20 ° C з коефіцієнтом охолодження вітру нижче -30 ° C. Стік опадів з гори прямує в притоки річки Атабаска.